# Ivan Sergei
Ivan Sergei (Hawthorne, Nueva Jersey; 7 de mayo de 1971) es un actor estadounidense de ascendencia italiana y holandesa. Asistió al Hawthorne High School, donde fue miembro de la clase 1989 también jugó en el equipo de baloncesto.
Estuvo casado con Tanya Sergei desde 2003 hasta 2009.
Sergei es conocido por su participación en series como Charmed o la trilogía de Jack Hunter la cual ha sido rodada en escenarios naturales de Egipto, Turquía y Siria.

## Filmografía
El toque de un angel- Peter Ewnl- temporada 1 cap 2 (1997)
- Biónicos para siempre (1994)
- Durmiendo con el peligro (1996)
- Matar a un ladrón (1996)
- Lo opuesto al sexo (1998)
- Jack & Jill Tv series (1999 a 2001) [Jill, protagonista].
- Crossing Jordan como Doctor Peter Winslow (2002-2003).
- Esto no es un atraco (2003)
- 10,5 (2004)
- Hawaii (2004)
- Charmed  (11 Episodios, 2005-2006)
- La Hija de Santa Claus (2006)
- The Break-Up (2006)
- Jack Hunter y el tesoro perdido de Ugarit (2008 1ª parte de la trilogía, miniserie de televisión como Jack Hunter).
- Jack Hunter y la búsqueda de la tumba de Akhenaten (2008 2ª parte de la trilogía).
- Jack Hunter y la estrella celestial (2008 3ª parte de la trilogía).
- To love and die (2008)
- CSI: Miami episodio "Raging Cannibal". 2008
- Army Wives (2 Episodios,2009)
- Sola ante el peligro (2009 Tv Movie)
- Wright vs Wrong (2010)
- Sunday at Tiffany´s (2010 Tv Movie)
- Gavity (2010 Serie)
- Cuando el peligro acecha (2010 Tv Movie)
- Almacén 13 (serie 1 capítulo, 2010).
- La donante (2011)
- The Mentalist (2 Episodios, 2012)
- Vamps (2012)
- Jewtopia (2012)
- Inestable (2012)
- Escondidas ( 2013, Tv Movie)
- El Cuerpo del delito (1 Episodio, 2013)
- CSI (1 Episodio, 2013)
- Malachi IX (Corto)
- Dead End (Corto, 2014)
- My sister´s husband (2014)
- Fatal Instinct (2014)
- Twisted (8 Episodios, 2014)
- Granite Flats (7 Episodios, 2014-2015)
- Broken Memories (2015)
- Testigo presencial (2015)
- Castle (1 Episodio, 2015)